# Russell van Horn
William Russell van Horn (ur. 30 lipca 1885 w Pensylwanii, zm. w 11 marca 1970 w Wickenburgu) – amerykański bokser.
W 1904 roku na letnich igrzyskach olimpijskich w St. Louis walczył w kategorii lekkiej. Po wygraniu z Arthurem Sewardem przegrał w półfinale  z Harrym Spanjerem.
Pierwotnie przyznano mu brązowy medal, jednak po dyskwalifikacji Jacka Egana dokonano ponownej klasyfikacji i van Horn jest uznawany za srebrnego medalistę.